# SBB RAe 4/8 1021
| SBB RAe 4/8 «Churchill-Pfeil»                                                          |                                                               |
| Betrieb                                                                                |                                                               |
| Baujahr                                                                                | 1939                                                          |
| Betriebsnummern                                                                        | (1939) 301 (Uz 1948) 651 (Uz 1959) 1021                       |
| Betriebsnummern (UIC)                                                                  | RAe 591 021                                                   |
| Stückzahl                                                                              | 1                                                             |
| Stückzahl heute                                                                        | historisch (1)*                                               |
| Einsatzgebiet                                                                          | Ausflugszug                                                   |
| Ausrangierung                                                                          | 31. Dez. 1979                                                 |
| technische Daten im Fahrzeug                                                           |                                                               |
| Technische Daten                                                                       |                                                               |
| Fahrzeugtyp                                                                            | elektrischer Triebwagen                                       |
| Hersteller                                                                             | SLM Winterthur SWS Schlieren BBC Baden MFO Zürich SAAS Genève |
| Achsfolge                                                                              | 2'Bo'+Bo'2'                                                   |
| Höchstgeschwindigkeit                                                                  | 150 km/h, heute nur noch 125 km/h                             |
| Reisegeschwindigkeit                                                                   | 100 km/h                                                      |
| Leistung                                                                               | 835 kW                                                        |
| Stundenzugkraft                                                                        | ? kN                                                          |
| Anfahrzugkraft                                                                         | 26 kN                                                         |
| Masse und Gewicht                                                                      |                                                               |
| Länge über Puffer                                                                      | 46'200 mm                                                     |
| Breite                                                                                 | 2905 mm                                                       |
| Höhe                                                                                   | 3750 mm                                                       |
| Gewicht                                                                                | 93 t                                                          |
| Ausstattung                                                                            |                                                               |
| Zugformation                                                                           | RAe-RAe                                                       |
| Sitzplätze                                                                             | 112                                                           |
| in erster Klasse                                                                       | 112                                                           |
| in zweiter Klasse                                                                      | 0                                                             |
| Sonstiges                                                                              |                                                               |
| Besondere Merkmale                                                                     | «Churchill-Pfeil»                                             |
| * als historisches Triebfahrzeug erhalten ist eine Maschine: Nr. 1021 bei SBB/RailAway |                                                               |

Der RAe 4/8 1021, ein sogenannter «Roter Doppelpfeil», ist ein Triebwagen der Schweizerischen Bundesbahnen (SBB), der anlässlich der Schweizerischen Landesausstellung 1939 gebaut wurde. Dadurch, dass er 1946 genutzt wurde, um Winston Churchill als Staatsgast durch die Schweiz zu fahren, ist er bis heute als «Churchill-Pfeil» respektive «Churchill-Doppelpfeil» bekannt.
Zwei weitere «Rote Doppelpfeile» wurden 1953 als 1022+23 in Betrieb genommen und nach Kollision (1022/1977) und Brand (1023/1985) schliesslich abgebrochen. Diesen beiden Triebwagen fehlten die beiden charakteristischen niedrigen Vorbauten. Die Innenausstattung war aber ähnlich dem 1021.

## Ausstattung
Der als anmietbarer Ausflugszug konzipierte «Churchill-Doppelpfeil» verfügt über eine Minibar in der Fahrzeugmitte. Da er nie als konventioneller Reisezug, sondern stets als Charterzug vorgesehen war, verfügte er von jeher nur über eine Wagenklasse in Form von 28 Vierertischen, die zusammen 112 Gästen Platz bieten. Im Dreiklassen-System bis 1956 trugen die Doppelpfeile die Baureihenbezeichnung RBe, was auf die zweite Klasse hinwies. Mit dem Wegfall der dritten Klasse wurden die Doppelpfeile ohne irgendwelche Änderungen an der Ausstattung in die erste Klasse (RAe) hochgestuft. Als historische Fahrzeuge tragen die «Pfeile» heute noch ihre historischen Baureihenbezeichnungen.
Als Prestigefahrzeug für die «Landi» gebaut, hatte der «Churchill-Pfeil» eine Höchstgeschwindigkeit von 150 km/h, die allerdings im regulären Verkehr nie ausgenutzt werden konnte. Während diese Geschwindigkeit in der Schweiz heute streckenseitig erreichbar ist, sind beim Fahrzeug alters- und komforttechnische Grenzen zu berücksichtigen, welche die Angabe zu einem rein historisch-theoretischen Wert machen. Im Personenbeförderungsdienst liegt die Reisegeschwindigkeit, die einen noch angemessenen Fahrtkomfort bietet, bei maximal 100 km/h. Bei Überführungsfahrten auf gerader Strecke, wo der Komfort kaum eine Rolle spielt, werden noch bis zu 130 km/h erreicht. Die im Führerstand des «Churchill-Pfeils» angeschriebene Höchstgeschwindigkeit beträgt 125 km/h.

## Aussehen
Zu erkennen ist der «Churchill-Pfeil» an seiner hellroten Färbung (im Gegensatz zum dunkelroten RAe 2/4 «Roter Pfeil») und der typischen langgezogenen Nase. Er besteht aus zwei Teilen, in deren Mitte sich die Minibar befindet. Auf den Seiten stand bis zur Generalüberholung in Chromlettern SBB – CFF bzw. SBB – FFS, heute steht ohne Trennzeichen dazwischen SBB CFF und SBB FFS.

## Geschichte
Die Landesausstellungen dienten jeweils als Leistungsschau, an der Schweizer Institutionen und Unternehmen die Leistungsfähigkeit des Landes zur Schau stellten. Für die Landi 1939 entwarf die Schweizer Rollmaterialindustrie unter Leitung der Schweizerischen Lokomotiv- und Maschinenfabrik (SLM) in Winterthur, einen «Roten Doppelpfeil», in Anlehnung an die «Roten Pfeile» (RAe 2/4). Am Bau des Fahrzeugs beteiligten sich neben der SLM auch die Schweizerische Waggonfabrik Schlieren (SWS), Brown, Boveri & Cie (BBC), die Maschinenfabrik Oerlikon (MFO) und die Société Anonyme des Ateliers de Sécheron (SAAS).
Aus der Zusammenarbeit entstand der hochgezüchtete Schnelltriebwagen Re 4/8 301, der im Mai 1939 in Dienst gestellt wurde und eine theoretische Höchstgeschwindigkeit von 150 km/h aufwies, die damals allerdings nirgendwo auf dem Schweizer Schienennetz ausgefahren werden konnte.
Ab 1941 wurde der Doppelpfeil für den Charterverkehr freigegeben, die Reisegeschwindigkeit, die damals schon 100 km/h nicht überschritt, gilt bis heute unverändert, als für Passagiere noch komfortable Höchstgeschwindigkeit. Während des Zweiten Weltkrieges plante die Armee dieses Fahrzeug zu einem Gepäckwagen für mögliche Kriegseinsätze umzubauen. Dieses Vorhaben scheiterte jedoch an der energischen Abwehr des Zugförderungs- und Werkstättendienstes der SBB. 1944 erhielt der Doppelpfeil die Baureihenbezeichnung RBe 4/8.
Zwei Jahre später kündigte sich mit Sir Winston Churchill, dem ehemaligen britischen Premierminister, hoher Besuch in der Schweiz an und der Doppelpfeil mit der damaligen Nummer 301 wurde im September 1946 zur Beförderung des Staatsgastes eingesetzt. Seit diesem legendären Einsatz ist dieser Zug kaum mehr unter seinen zahlreichen Typenbezeichnungen, sondern als «Churchill-Pfeil» bekannt. Seine offizielle Bezeichnung änderte sich bereits 1948 wieder, der Doppelpfeil RBe 4/8 erhielt die Betriebsnummer 651.
1953 wurden mit den RBe 4/8 661–662 von SWS und BBC zwei weitere «Rote Doppelpfeile» in Betrieb genommen. Diese wichen mechanisch und elektrisch vom «Churchill-Pfeil» deutlich ab, hatten eine normalisierte Höchstgeschwindigkeit von 125 km/h und eine etwas höhere Leistung.
Erst 1956 erhielten die drei Doppelpfeile ihre zuletzt gültige Baureihenbezeichnung: mit Aufhebung der dritten Klasse (C) wurden die Doppelpfeile neu zu RAe 4/8 hochgestuft. 1959 erhielten die Doppelpfeile schliesslich gemeinsame, fortlaufende Betriebsnummern: RAe 4/8 1021 («Churchill-Pfeil») und RAe 4/8 1022–1023 («Rote Doppelpfeile»).
Ein umfangreicher Umbau wurde am «Churchill-Pfeil» 1968–1969 vorgenommen. Nach einer Kollision im Januar 1977 wurde der Doppelpfeil 1022 abgestellt. 1979 wurde der «Churchill-Pfeil» einer Hauptrevision unterzogen, anlässlich der Wiederinbetriebnahme erlitt das Fahrzeug allerdings einen Brandschaden und wurde ebenfalls abgestellt. Während der verunfallte 1022 im Laufe des Jahres 1980 durch die Hauptwerkstätte Zürich abgebrochen wurde, versuchte man den nicht betriebsfähigen 1021 unter anderem als historisches Fahrzeug im Verkehrshaus in Luzern unterzubringen.
Da dies nicht gelang, wurde das defekte Fahrzeug über die Jahre an verschiedenen Orten abgestellt, ehe es im März 1985 zum Schrottwert an den privaten Interessenten Intraflug verkauft wurde. Bereits Mitte 1985 erschien die Zukunft des verbliebenen Doppelpfeils 1023 ungewiss, sein Schicksal besiegelte schliesslich ein Brand im November 1985, der zu seinem Abbruch führte.
Der Besitz der Intraflug gelangte durch deren Verkauf 1994 an das Reisebüro Mittelthurgau, einer Tochtergesellschaft der Mittelthurgaubahn (MThB). Der MThB gelang im September 1996 die erneute Inbetriebnahme des «Churchill-Doppelpfeils», der im Auftrag der MThB durch die Werkstätte Samstagern der Südostbahn (SOB) aufgearbeitet wurde. Das als RAe 4/8 1021 restaurierte Fahrzeug erhielt die MThB-UIC-Bezeichnung RAe 506 605.
Mit dem Konkurs der Mittelthurgaubahn, deren Konkursmasse 2002 weitgehend von den SBB übernommen wurde, kam das historische Fahrzeug wieder zurück zu den SBB. Ende 2004 wurde das Paradefahrzeug vollständig revidiert und steht seither allen Interessenten als Charterfahrzeug für Fahrten durch die Schweiz zur Verfügung. Der «Churchill-Doppelpfeil» gehört heute der Division Personenverkehr der SBB und wird durch SBB Charter vermarktet. Anfang 2019 wurde der «Churchill-Doppelpfeil» umfassend revidiert und steht für individuelle Charterfahrten und öffentliche Erlebnisreisen im Einsatz. Bei den SBB wird das Fahrzeug als RAe 591 021 geführt.